# Broekburg-Ambacht
Broekburg-Ambacht of het kasselrij Broekburg was een kasselrij in het graafschap Vlaanderen en omvatte de streek rond Broekburg (Frans: Bourbourg). Tegenwoordig is het gelegen in het Noorderdepartement in Frankrijk. Het dankt zijn creatie in de 11e eeuw aan Boudewijn V, graaf van Vlaanderen. De kasselrij strekt zich uit over een grondgebied van 12.738 hectare. In 1720 verkocht de kastelein zijn eigendom in de kasselrij voor een bedrag van 400.000 livres. Tijdens de Franse Revolutie verdween de kasselrij als bestuurseenheid na een bestaan van 700 jaar.
Het gebied bevat de volgende parochies:
- Broekburg
- Kapellebroek
- Kraaiwijk
- Drinkam
- Eringem
- Holke
- Loberge
- Loon
- Merkegem
- Millam
- Sint-Joorens
- Sint-Pietersbroek[1]

## Geschiedenis
Broekburg begon als een ambacht binnen het kasselrij Sint-Omaars. In de late 11e eeuw versplinterde de kasselrij van Sint-Omaars en werden al haar ambachten tot de rang van kasselrij verheven, om teneinde een betere controle over de opstandige streek te kunnen uitoefenen.
De kasteleinen van Broekburg, vazallen van de graaf van Vlaanderen, namen deel aan de veldslagen onder leiding van hun graaf of kwamen tegen hem in opstand wanneer ze menen dat hij hun rechten overtreft. In 1328 kwam bijna heel Vlaanderen (inclusief Broekburg, Winoksbergen, Belle, Duinkerke, Brugge, Kortrijk, Ieper etc.) in opstand tegen de graaf van Vlaanderen tegen Lodewijk van Nevers. De steden werden nadien geëxcommuniceerd. De koning van Frankrijk Filips VI van Valois hielp de graaf en verpletterde de Vlamingen in de Slag bij Kassel in 1328. In 1382 onderscheidden de milities van Broekburg, naast de graaf van Vlaanderen Lodewijk van Male en de koning van Frankrijk Karel VI, zich door hun moed tijdens de beroemde Slag bij Roosebeke. In de opvolgende periodes gingen verschillende graven van Vlaanderen, hertogen van Bourgondië, koningen van Spanje naar Broekburg. Zo maakte Karel V in juli 1549 een rondreis door Vlaanderen om zijn zoon Filips II daar te laten erkennen als graaf van Vlaanderen en kwam hij naar Broekburg na een reis door de Westhoek.
Tijdens de 17e eeuw kwam Broekburg afwisselend onder Spaans en Frans bewind te staan. De regio werd onder meer verschillende keren belegerd en bezet door zowel Spaanse en Franse troepen. Met de Vrede van Nijmegen, werd Broekburg definitief Frans (dat was al zo sinds 1659 door het Verdrag van de Pyreneeën maar moest tot 1678 Spaanse agressie ondergaan). Gedurende een deel van deze periode kent de stad een paradoxale situatie ː de koningen van Frankrijk waren de eigenaren van de heerlijkheid die nog steeds deel uitmaakte van de bezittingen van Spanje.

## Wapen
Het wapen van de burggraven is ook het stadswapen van Broekburg. Het werd gecombineerd met het wapen van Vlaanderen nadat gravin Margaretha van Constantinopel de titel van burggraaf en de bijhorende rechten en heerlijkheden tussen 1272 en 1279 afkocht van Arnulf III van Giezene (Guînes), waardoor ze vrouwe van Broekburg werd. Twee generaties later schonk graaf Robrecht III van Béthune in 1310 het burggraafschap - een intussen zuiver feodale titel - en de er aan verbonden domeinen aan zijn zuster Isabella, echtgenote van Jean de Fiennes.